# Saison 2009-2010 des Diables rouges de Briançon
Autres saisons
Saison précédente Saison suivante
Les Diables rouges de Briançon disputent la saison 2009-2010 au sein de la Ligue Magnus, l'élite du hockey sur glace français. Au cours de cette saison, l'équipe a remporté son premier titre majeur en France avec la Coupe de France 2010.

## La saison régulière

### Contexte
Les Diables rouges restent sur une saison 2008-2009 conclue par défaite en finale de championnat contre Grenoble et une défaite en finale de Coupe de la Ligue contre ces mêmes Brûleurs de Loups qui ont remporté les quatre trophées auxquels ils ont participé.

### Les transferts
| Nom                      | Nationalité | Poste          | Provenance/Destination       | Division            |
| Arrivées                 |             |                |                              |                     |
| Marc-André Bernier       | Canada      | Ailier         | N'a pas joué (blessure)      | -                   |
| Peter Bourgaut           | France      | Ailier         | Rouen                        | LM                  |
| Stephane Gervais         | Canada      | Défenseur      | Épinal                       | LM                  |
| François-Pierre Guénette | Canada      | Centre         | SG Pontebba                  | Serie A             |
| Michal Korenko           | Slovaquie   | Défenseur      | HK ŠKP Poprad                | Extraliga slovaque  |
| Joni Lindlöf             | Finlande    | Ailier         | Asplöven HC                  | Division 1 suédoise |
| Quentin Pépy             | France      | Attaquant      | Villard-de-Lans              | LM                  |
| Mathieu Reverdin         | France      | Attaquant      | Lyon                         | Division 2          |
| Maks Selan               | Slovénie    | Défenseur      | HK Jesenice                  | EBEL                |
| Sebastian Sjösten        | Suède       | Défenseur      | IK Nyköpings Hockey          | Division 1 suédoise |
| Ramón Sopko              | Slovaquie   | Gardien de but | Rouen                        | LM                  |
| Départs                  |             |                |                              |                     |
| Cédric Boldron           | France      | Ailier         | SG Annecy                    | Division 1          |
| Stanislas Cocetta        | France      | Attaquant      | Arrêt                        | -                   |
| Sébastien Dermigny       | France      | Défenseur      | Neuilly                      | LM                  |
| Jean-François Dufour     | Canada      | Ailier         | Grenoble                     | LM                  |
| Andy Foliot              | France      | Gardien de but | Dijon                        | LM                  |
| Karl Gagné               | Canada      | Centre         | Egna                         | Serie A2            |
| Jérémy Gonnet            | France      | Défenseur      | Arrêt                        | -                   |
| Balázs Ladányi           | Hongrie     | Ailier gauche  | Alba Volán Székesfehérvár    | EBEL                |
| Johan Larsson            | Suède       | Défenseur      | Bofors IK                    | Allsvenskan         |
| Brian Lee                | États-Unis  | Défenseur      | Coventry Blaze               | EIHL                |
| Jakob Milovanovič        | Slovénie    | Défenseur      | Grenoble                     | LM                  |
| Greg Owen                | Royaume-Uni | Centre         | Coventry Blaze               | EIHL                |
| Dany Roussin             | Canada      | Ailier         | CRS Express de Saint-Georges | LNAH                |
| Tommi Satosaari          | Finlande    | Gardien de but | Alba Volán Székesfehérvár    | EBEL                |
| Márton Vas               | Hongrie     | Ailier gauche  | Alba Volán Székesfehérvár    | EBEL                |

## Composition de l'équipe
Les Diables rouges 2009-2010 sont entraînés par Luciano Basile, assisté de François Groleau. Stephane Gervais est chargé de la préparation physique. Le président de la SEM est Jean-Paul Garnero qui a succédé à Alain Bayrou au mois de juillet après qu'il eut assuré le budget nécessaire pour que Basile puisse monter une équipe compétitive.
Les statistiques des joueurs en Ligue Magnus sont listés dans le tableau ci-dessous. En ce qui concerne les buts marqués, les totaux marqués dans cette section ne comprennent pas les buts des séances de tir de fusillade.

### Gardiens de buts
| Numéro | Nom               | Nationalité             | Saison régulière | Saison régulière | Saison régulière | Saison régulière | Saison régulière | Saison régulière | Saison régulière | Saison régulière | Saison régulière | Saison régulière | Séries éliminatoires | Séries éliminatoires | Séries éliminatoires | Séries éliminatoires | Séries éliminatoires | Séries éliminatoires | Séries éliminatoires | Séries éliminatoires | Séries éliminatoires |
| Numéro | Nom               | Nationalité             | PJ               | V                | D                | DP               | BC               | Bl               | Moy              | B                | A                | Pun              | PJ                   | V                    | D                    | DP                   | BC                   | Bl                   | Moy                  | A                    | Pun                  |
| ------ | ----------------- | ----------------------- | ---------------- | ---------------- | ---------------- | ---------------- | ---------------- | ---------------- | ---------------- | ---------------- | ---------------- | ---------------- | -------------------- | -------------------- | -------------------- | -------------------- | -------------------- | -------------------- | -------------------- | -------------------- | -------------------- |
| 39     | Aurélien Bertrand | Drapeau de la France    |                  |                  |                  |                  |                  |                  |                  |                  |                  |                  |                      |                      |                      |                      |                      |                      |                      |                      |                      |
| 60     | Ramón Sopko       | Drapeau de la Slovaquie |                  |                  |                  |                  |                  |                  |                  |                  |                  |                  |                      |                      |                      |                      |                      |                      |                      |                      |                      |

### Joueurs de champ
Pour les significations des abréviations, voir Statistiques du hockey sur glace.
| 19 | Marc-André Bernier       | Canada    | AD |                                            | 25 | 27 | 21 | 48 | 24 | 9 | 4 | 4 | 8  | 6  |
| 10 | Peter Bourgaut           | France    | AG |                                            | 26 | 5  | 4  | 9  | 10 | 9 | 0 | 1 | 1  | 2  |
| 20 | Brice Chauvel            | France    | AD | International français Assistant capitaine | 26 | 8  | 9  | 17 | 16 | 9 | 2 | 2 | 4  | 12 |
| 15 | Stéphane Gervais         | Canada    | D  | Préparateur physique                       | 23 | 4  | 14 | 18 | 12 | 1 | 0 | 0 | 0  | 0  |
| 27 | François Groleau         | Canada    | D  | A joué dans la Ligue nationale de hockey   | 23 | 6  | 20 | 26 | 40 | 9 | 0 | 6 | 6  | 12 |
| 10 | François-Pierre Guénette | Canada    | C  |                                            | 21 | 13 | 20 | 33 | 16 | 9 | 3 | 8 | 11 | 10 |
| 79 | Michal Korenko           | Slovaquie | D  |                                            | 26 | 1  | 7  | 8  | 30 | 9 | 0 | 0 | 0  | 8  |
| 25 | Gary Lévèque             | France    | D  | Assistant capitaine International français | 26 | 1  | 11 | 12 | 14 | 9 | 2 | 0 | 2  | 2  |
| 57 | Joni Lindlöf             | Finlande  | AG |                                            | 22 | 14 | 10 | 24 | 20 | 9 | 5 | 2 | 7  | 4  |
| 14 | Quentin Pepy             | France    | C  |                                            | 22 | 4  | 7  | 11 | 16 | 9 | 0 | 1 | 1  | 2  |
| 7  | Mickaël Pérez            | France    | AG |                                            | 26 | 9  | 19 | 28 | 16 | 6 | 1 | 0 | 1  | 1  |
| 28 | Damien Raux              | France    | C  | International français                     | 26 | 8  | 19 | 27 | 14 | 9 | 1 | 2 | 3  | 2  |
| 22 | Mathieu Reverdin         | France    | A  |                                            | 22 | 0  | 0  | 0  | 4  | 9 | 0 | 0 | 0  | 2  |
| 85 | Sébastien Rohat          | France    | AD | Formé au club                              | 26 | 11 | 10 | 21 | 6  | 9 | 2 | 0 | 2  | 2  |
| 32 | Timo Seikkula            | Finlande  | C  |                                            | 24 | 1  | 9  | 10 | 32 | 5 | 0 | 0 | 0  | 6  |
| 8  | Maks Selan               | Slovénie  | D  |                                            | 25 | 1  | 4  | 5  | 20 | 9 | 1 | 0 | 1  | 6  |
| 48 | Sebastian Sjösten        | Suède     | D  |                                            | 18 | 3  | 9  | 12 | 16 | 9 | 1 | 1 | 2  | 4  |
| 5  | Viktor Szélig            | Hongrie   | D  | International hongrois                     | 22 | 0  | 6  | 6  | 22 | 9 | 1 | 1 | 2  | 32 |
| 9  | Edo Terglav              | Slovénie  | AD | Capitaine International slovène            | 20 | 11 | 20 | 31 | 10 | 9 | 5 | 5 | 10 | 4  |

## Pré-saison
Les diables rouges débutent l'entraînement le 5 août 2008.
Poletna Liga à Bled (Slovénie)
- Groupe A

| Équipe          | PJ | V | VP | DP | D | BP | BC | Pts |
| --------------- | -- | - | -- | -- | - | -- | -- | --- |
| Acroni Jesenice | 2  | 1 | 0  | 1  | 0 | 9  | 4  | 3   |
| Tilia Olimpija  | 2  | 1 | 0  | 0  | 1 | 4  | 8  | 2   |
| EC VSV          | 2  | 0 | 1  | 0  | 1 | 4  | 5  | 2   |

- Groupe B

| Équipe           | PJ | V | VP | DP | D | BP | BC | Pts |
| ---------------- | -- | - | -- | -- | - | -- | -- | --- |
| Briançon         | 2  | 1 | 1  | 0  | 0 | 9  | 6  | 4   |
| EC Klagenfurt AC | 2  | 1 | 0  | 1  | 0 | 6  | 6  | 3   |
| SC Langenthal    | 2  | 0 | 0  | 0  | 2 | 3  | 6  | 0   |

- Match pour la cinquième place

Elle oppose le 3e du groupe A, Villach, au 3e du groupe B, Langenthal. Les autrichiens l'emportent 5-3.
- Petite Finale

Elle oppose le 2e du groupe A, Ljubljana, au 2e du groupe B, Klagenfurt. Les autrichiens l'emportent 3-1.
- Finale

Elle oppose le 1er du groupe A, Jesenice, au 1er du groupe B, Briançon. L'HK Jesenice l'emporte 2-1 aux tirs au but.

## Match des champions
A Mulhouse, les Brûleurs de Loups de Grenoble remportent le match des champions contre les diables rouges.
| 12 septembre 2009 20:00 | Diables Rouges de Briançon | 0-1 (0-1, 0-0, 0-0) | Brûleurs de Loups de Grenoble | Patinoire Illberg |

| Feuille de match | Feuille de match | Feuille de match | Feuille de match                       | Feuille de match |
| ---------------- | ---------------- | ---------------- | -------------------------------------- | ---------------- |
|                  |                  |                  | 15 min 02 s, Jansson (Broz, Wallin) SN |                  |
| Ramón Sopko      | Gardiens         | Eddy Ferhi       |                                        |                  |
| 8 min            | Pénalités        | 14 min           |                                        |                  |
|                  |                  |                  |                                        |                  |

## Ligue Magnus

### Saison régulière
Match après match

## Séries éliminatoires

### Quart de finale
Le quart de finale oppose Briançon à l'Étoile noire de Strasbourg. Briançon remporte la série trois victoires à une.
| 16 mars 2010 | Diables Rouges de Briançon | 5-1 (1-0, 4-0, 0-1) | Étoile noire de Strasbourg | Patinoire René Froger 1 528 spectateurs |

| Feuille de match | Feuille de match | Feuille de match    | Feuille de match                 | Feuille de match                   |
| ---------------- | --- | ------------------- | -------------------------------- | ---------------------------------- |
|                  | 3 min 00 s, Guénette (Bernier, Pérez) 23 min 40 s, Lévèque (Bernier, Groleau) 28 min 04 s, Lévèque (Groleau, Pepy) 32 min 47 s, Lindlöf (Terglav Guénette) SN 39 min 48 s, Terglav (Lindlöf) |                     | 42 min 30 s, Sarazin (Gilchrist) | Arbitrage : Velay Boniface Barcelo |
| Ramón Sopko      | Gardiens | Vladimír Hiadlovský |                                  | Arbitrage : Velay Boniface Barcelo |
| 10 min           | Pénalités | 10 min              |                                  | Arbitrage : Velay Boniface Barcelo |
|                  | |                     |                                  | Arbitrage : Velay Boniface Barcelo |

| 17 mars 2010 | Diables Rouges de Briançon | 5-3 (2-1, 1-2, 2-0) | Étoile noire de Strasbourg | Patinoire René Froger 1 438 spectateurs |

| Feuille de match | Feuille de match | Feuille de match    | Feuille de match                                                                                    | Feuille de match                     |
| ---------------- | --- | ------------------- | --------------------------------------------------------------------------------------------------- | ------------------------------------ |
|                  | 6 min 32 s, Terglav (Sjösten, Lindlöf) 16 min 05 s, Guénette (Bernier, Bourgaut) 36 min 57 s, Sjösten (Guénette, Lindlöf) SN 50 min 13 s, Terglav (Guénette) SN 54 min 05 s, Terglav (Lévèque) |                     | 16 min 17 s, Lehtisalo (Gilchrist, Cruchandeau) 29 min 49 s, Raymond SN 33 min 13 s, Cruchandeau SN | Arbitrage : Colleoni Boniface Grabit |
| Ramón Sopko      | Gardiens | Vladimír Hiadlovský | | Arbitrage : Colleoni Boniface Grabit |
| 16 min           | Pénalités | 12 min              | | Arbitrage : Colleoni Boniface Grabit |
|                  | |                     | | Arbitrage : Colleoni Boniface Grabit |

| 19 mars 2010 | Étoile noire de Strasbourg | 3-2 (3-0, 0-2, 0-0) | Diables Rouges de Briançon | Patinoire de l'Iceberg 1 423 spectateurs |

| Feuille de match    | Feuille de match | Feuille de match | Feuille de match                                                     | Feuille de match                |
| ------------------- | --- | ---------------- | -------------------------------------------------------------------- | ------------------------------- |
|                     | 2 min 02 s, Trabichet (Stolc, Laine) 5 min 55 s, Dvin (Dufournet, Marcos) 12 min 02 s, Sarazin (Burgert, Gilchrist) |                  | 22 min 03 s, Rohat (Raux) 30 min 59 s, Lindlöf (Bernier, Terglav) SN | Arbitrage : Hauchart Furet Loos |
| Vladimír Hiadlovský | Gardiens | Ramón Sopko      |                                                                      | Arbitrage : Hauchart Furet Loos |
| 18 min              | Pénalités | 14 min           |                                                                      | Arbitrage : Hauchart Furet Loos |
|                     | |                  |                                                                      | Arbitrage : Hauchart Furet Loos |

| 20 mars 2010 | Étoile noire de Strasbourg | 3-5 (2-1, 1-1, 0-3) | Diables Rouges de Briançon | Patinoire de l'Iceberg 966 spectateurs |

| Feuille de match    | Feuille de match                                                                                             | Feuille de match | Feuille de match | Feuille de match             |
| ------------------- | --- | ---------------- | --- | ---------------------------- |
|                     | 4 min 13 s, Devin (Dufournet) 9 min 15 s, Marcos (Devin, Baazzi) 28 min 15 s, Sarazin (Lehtisalo, Gilchrist) |                  | 12 min 47 s, Terglav 29 min 51 s, Selan (Terglav, Raux) 40 min 18 s, Bernier (Chauvel) 49 min 34 s, Lindlöf (Guénette, Groleau) 59 min 03 s, Chauvel (Bernier) (cage vide) | Arbitrage : Bliek Furet Loos |
| Vladimír Hiadlovský | Gardiens | Ramón Sopko      | | Arbitrage : Bliek Furet Loos |
| 6 min               | Pénalités | 12 min           | | Arbitrage : Bliek Furet Loos |
|                     | |                  | | Arbitrage : Bliek Furet Loos |

### Demi-finale
La demi-finale oppose Briançon aux Ducs d'Angers. Angers remporte la série 3-2 et se qualifie pour la finale contre Rouen.
| 26 mars 2010 | Diables Rouges de Briançon | 2-1 t.a.b. (1-0, 0-0, 0-1, 0-0, 1-0) | Ducs d'Angers | Patinoire René Froger 1 850 spectateurs |

| Feuille de match | Feuille de match                                    | Feuille de match | Feuille de match                              | Feuille de match                      |
| ---------------- | --------------------------------------------------- | ---------------- | --------------------------------------------- | ------------------------------------- |
|                  | 2 min 48 s, Bernier (Guénette, Groleau) SN Guénette | 1-0 0-1 2-1      | 42 min 22 s, Metsäranta (Poudrier, Balúch) SN | Arbitrage : Bergamelli Barcelo Margry |
| Ramón Sopko      | Gardiens                                            | Peter Aubry      |                                               | Arbitrage : Bergamelli Barcelo Margry |
| 16 min           | Pénalités                                           | 22 min           |                                               | Arbitrage : Bergamelli Barcelo Margry |
|                  |                                                     |                  |                                               | Arbitrage : Bergamelli Barcelo Margry |

| 27 mars 2010 | Diables Rouges de Briançon | 2-4 (1-0, 0-1, 1-3) | Ducs d'Angers | Patinoire René Froger 1 988 spectateurs |

| Feuille de match | Feuille de match                                                              | Feuille de match        | Feuille de match | Feuille de match                   |
| ---------------- | ----------------------------------------------------------------------------- | ----------------------- | --- | ---------------------------------- |
|                  | 16 min 13 s, Szélig (Lindlöf, Terglav) 52 min 25 s, Guénette (Bernier, Pérez) | 1-0 1-1 1-2 2-2 2-3 2-4 | 21 min 50 s, Poudrier (Kiprusoff) 49 min 29 s, Poudrier 55 min 59 s, Albert (Balúch) 59 min 47 s, Balúch (Metsäranta) SN (cage vide) | Arbitrage : Bachelet Gielly Margry |
| Ramón Sopko      | Gardiens                                                                      | Peter Aubry             | | Arbitrage : Bachelet Gielly Margry |
| 8 min            | Pénalités                                                                     | 8 min                   | | Arbitrage : Bachelet Gielly Margry |
|                  |                                                                               |                         | | Arbitrage : Bachelet Gielly Margry |

| 30 mars 2010 | Ducs d'Angers | 2-3 (1-1, 1-1, 0-1) | Diables Rouges de Briançon | Patinoire du Haras 1 090 spectateurs |

| Feuille de match | Feuille de match                                                                  | Feuille de match | Feuille de match                                                                                     | Feuille de match                  |
| ---------------- | --------------------------------------------------------------------------------- | ---------------- | --- | --------------------------------- |
|                  | 12 min 00 s, Lahesalu (Poudrier, Baluch) 28 min 40 s, Poudrier (Lahesalu, Baluch) |                  | 15 min 26 s, Rohat 27 min 33 s, Raux (Terglav) SN 50 min 37 s, Bernier (Guénette, Groleau) double SN | Arbitrage : Barbez Dehaen Rauline |
| Peter Aubry      | Gardiens                                                                          | Ramón Sopko      | | Arbitrage : Barbez Dehaen Rauline |
| 12 min           | Pénalités                                                                         | 10 min           | | Arbitrage : Barbez Dehaen Rauline |
|                  |                                                                                   |                  | | Arbitrage : Barbez Dehaen Rauline |

| 31 mars 2010 | Ducs d'Angers | 3-2 (3-1, 0-0, 0-1) | Diables Rouges de Briançon | Patinoire du Haras 1 090 spectateurs |

| Feuille de match | Feuille de match | Feuille de match | Feuille de match                                            | Feuille de match                    |
| ---------------- | --- | ---------------- | ----------------------------------------------------------- | ----------------------------------- |
|                  | 2 min 20 s, Fortier (Laprise, Bellemare) 3 min 56 s, Albert (Baluch, Bellemare) 18 min 12 s, Jokinen (Metsäranta, Braxenholm) |                  | 18 min 27 s, Lindlöf (Terglav, Szélig) 57 min 11 s, Chauvel | Arbitrage : Bourreau Dehaen Rauline |
| Peter Aubry      | Gardiens | Ramón Sopko      |                                                             | Arbitrage : Bourreau Dehaen Rauline |
| 12 min           | Pénalités | 10 min           |                                                             | Arbitrage : Bourreau Dehaen Rauline |
|                  | |                  |                                                             | Arbitrage : Bourreau Dehaen Rauline |

| 3 avril 2010 | Diables Rouges de Briançon | 2-4 (1-1, 0-1, 1-2) | Ducs d'Angers | Patinoire René Froger 2 176 spectateurs |

| Feuille de match | Feuille de match                                                                | Feuille de match | Feuille de match | Feuille de match |
| ---------------- | ------------------------------------------------------------------------------- | ---------------- | --- | ---------------- |
|                  | 7 min 30 s, Bernier (Guénette, Chauvel) 57 min 41 s, Lindlöf (Groleau, Bernier) |                  | 11 min 25 s, Laprise (Bellemare, Fortier) SN 27 min 09 s, Laprise (Vidman, Bellemare) 47 min 04 s, Bellemare 59 min 47 s, Fortier (Bellemare, Baluch) cage vide |                  |
| Ramón Sopko      | Gardiens                                                                        | Peter Aubry      | |                  |
| 20 min           | Pénalités                                                                       | 22 min           | |                  |
|                  |                                                                                 |                  | |                  |

## Coupe de France
Seizième de finale
| 27 octobre 2009 | Diables Rouges de Briançon | 3-2 (1-0, 0-0, 2-2) | Rapaces de Gap | Patinoire René Froger |

| Feuille de match | Feuille de match | Feuille de match | Feuille de match                              | Feuille de match |
| ---------------- | --- | ---------------- | --------------------------------------------- | ---------------- |
|                  | 9 min 58 s, Seikkula (Rohat, Szélig) 47 min 12 s, Guénette (Bernier, Groleau) 49 min 15 s, Chauvel (Seikkula, Sjösten) |                  | 43 min 31 s, Rambousek 59 min 57 s, Rambousek |                  |
| Ramón Sopko      | Gardiens | Jakub Macek      |                                               |                  |
| 14 min           | Pénalités | 34 min           |                                               |                  |
|                  | |                  |                                               |                  |

Huitième de finale
| 24 novembre 2009 | Ours de Villard-de-Lans | 2-6 (0-3, 1-2, 1-1) | Diables Rouges de Briançon | Patinoire André Ravix |

| Feuille de match | Feuille de match                                                           | Feuille de match | Feuille de match | Feuille de match |
| ---------------- | -------------------------------------------------------------------------- | ---------------- | --- | ---------------- |
|                  | 37 min 58 s, Droppa (Papa, Sykko) (SN) 40 min 50 s, Papa (Sykko, Lefebvre) |                  | 4 min 40 s, Groleau (Guénette, Bernier) 11 min 55 s, Guénette (Pérez, Groleau) -11 min, Pérez (Guénette, Bernier) (SN) 25 min 00 s, Lindlöf (Pépy) 39 min 47 s, Lindlöf (Gervais, Terglav) (SN) 48 min 32 s, Lindlöf (Gervais) |                  |
| Pascal Favarin   | Gardiens                                                                   | Ramón Sopko      | |                  |
| 44 min           | Pénalités                                                                  | 8 min            | |                  |
|                  |                                                                            |                  | |                  |

Quart de finale
| 23 décembre 2009 | Diables Rouges de Briançon | 5-1 (1-1, 2-0, 2-0) | Gothiques d'Amiens | Patinoire René Froger |

| Feuille de match | Feuille de match | Feuille de match | Feuille de match                      | Feuille de match |
| ---------------- | --- | ---------------- | ------------------------------------- | ---------------- |
|                  | 5 min 46 s, Sjösten (Bernier, Guénette) (SN) 28 min 35 s, Terglav (Lindlöf) 31 min 47 s, Lindlöf (Terglav, Raux) 47 min 02 s, Raux (Gervais, Szélig) (SN) 58 min 17 s, Bernier (Guénette, Sjösten) (SN) |                  | 10 min 07 s, Rodier (Cayer, Riendeau) |                  |
| Ramón Sopko      | Gardiens | Ville Koivula    |                                       |                  |
| 12 min           | Pénalités | 14 min           |                                       |                  |
|                  | |                  |                                       |                  |

Demi-finale
| 6 janvier 2009 | Étoile noire de Strasbourg | 2-5 (0-1, 2-2, 0-2) | Diables Rouges de Briançon | Patinoire Iceberg |

| Feuille de match    | Feuille de match                                                    | Feuille de match | Feuille de match | Feuille de match |
| ------------------- | ------------------------------------------------------------------- | ---------------- | --- | ---------------- |
|                     | 26 min 55 s, Cruchandeau (Burgert) 29 min 31 s, Cesnek (Striz) (SN) |                  | 12 min 33 s, Guénette (Sjösten) 35 min 59 s, Bernier (Lévèque) 38 min 48 s, Terglav (Pepy) 47 min 34 s, Pepy (Terglav, Groleau) 58 min 49 s, Guénette (Pérez) SN(SN) |                  |
| Vladimír Hiadlovský | Gardiens                                                            | Ramón Sopko      | |                  |
| 8 min               | Pénalités                                                           | 12 min           | |                  |
|                     |                                                                     |                  | |                  |

Finale
| 31 janvier 2010 | Dragons de Rouen | 1-2 (TB) (1-0, 0-1, 0-0, 0-0, 0-1) | Diables Rouges de Briançon | 13 359 spectateurs |

| Feuille de match | Feuille de match             | Feuille de match | Feuille de match                                              | Feuille de match |
| ---------------- | ---------------------------- | ---------------- | ------------------------------------------------------------- | ---------------- |
|                  | 13 min 11 s, Tardif (Zwikel) |                  | 38 min 05 s, Bernier (Guénette, Groleau) 65 min 00 s, Terglav |                  |
| Trévor Koenig    | Gardiens                     | Ramón Sopko      |                                                               |                  |
| 16 min           | Pénalités                    | 12 min           |                                                               |                  |
|                  |                              |                  |                                                               |                  |

## Coupe de la Ligue

### Première phase
Les diables rouges débutent la Coupe de la Ligue dans la poule D contre les Rapaces de Gap, les Ours de Villard-de-Lans et les Castors d'Avignon pensionnaires de Division 1. Les deux premiers, Briançon et Gap, sont ensuite qualifiés pour les quarts de finale.
| Équipe                     | PJ | V | VP | DP | D | BP | BC | Pts |
| -------------------------- | -- | - | -- | -- | - | -- | -- | --- |
| Diables Rouges de Briançon | 6  | 6 | 0  | 0  | 0 | 30 | 11 | 12  |
| Rapaces de Gap             | 6  | 4 | 0  | 0  | 2 | 30 | 22 | 8   |
| Ours de Villard-de-Lans    | 6  | 2 | 0  | 0  | 4 | 20 | 23 | 4   |
| Castors d'Avignon          | 6  | 0 | 0  | 0  | 6 | 15 | 39 | 0   |

### Quart de finale
| 11 novembre 2009 18:00 | Chamois de Chamonix | 4-5 (1-4, 2-1, 1-0) | Diables Rouges de Briançon | Richard Bozon |

| Feuille de match           | Feuille de match | Feuille de match | Feuille de match | Feuille de match |
| -------------------------- | --- | ---------------- | --- | ---------------- |
|                            | 51 s, Gras (N. Besson) 27 min 09 s, Torgersson (Kevorkian, Aimonetto) 32 min 02 s, Priechodsky (M. Arnaud, Torgersson) 46 min 03 s, Goffroy |                  | 4 min 01 s, Chauvel (Korenko) 6 min 13 s, Szélig (Terglav, Sjösten) 9 min 17 s, Pérez (Bernier, Guénette) 11 min 49 s, Bernier (Guénette, Pérez) 24 min 03 s, Rohat (Groleau, Seikkula) |                  |
| Tom Charton Radovan Hurajt | Gardiens | Ramón Sopko      | |                  |
|                            | |                  | |                  |
|                            | |                  | |                  |

| 17 novembre 2009 20:30 | Diables Rouges de Briançon | 3-1 (1-0, 0-1, 2-0) | Chamois de Chamonix | Patinoire René Froger 1 224 spectateurs |

| Feuille de match | Feuille de match                                                                                                 | Feuille de match | Feuille de match         | Feuille de match |
| ---------------- | --- | ---------------- | ------------------------ | ---------------- |
|                  | 10 min 29 s, Lindlöf (Terglav, Raux) 50 min 31 s, Raux (Terglav, Lindlöf) 52 min 10 s Gervais (Raux, Terglav) SN |                  | 21 min 00 s, Gras (Kara) |                  |
| Ramón Sopko      | Gardiens | Radovan Hurajt   |                          |                  |
| 37 min           | Pénalités | 12 min           |                          |                  |
|                  | |                  |                          |                  |

### Demi-finale
| 1er décembre 2009 20:00 | Dragons de Rouen | 3-2 (2-0, 0-2, 1-0) | Diables Rouges de Briançon | Patinoire Île Lacroix 2 747 spectateurs |

| Feuille de match | Feuille de match | Feuille de match | Feuille de match                                                                | Feuille de match |
| ---------------- | --- | ---------------- | ------------------------------------------------------------------------------- | ---------------- |
|                  | 12 min 25 s, Doucet (Mallette, Virolainen) SN 13 min 38 s, Mallette (Desrosiers, Romand) 45 min 05 s, Thinel (Virolainen, Mallette) SN |                  | 20 min 40 s, Bernier (Pérez, Groleau) 22 min 25 s, Guénette (Bernier, Pérez) SN |                  |
| Trevor Koenig    | Gardiens | Ramón Sopko      |                                                                                 |                  |
| 14 min           | Pénalités | 35 min           |                                                                                 |                  |
|                  | |                  |                                                                                 |                  |

| 8 décembre 2009 20:30 | Diables Rouges de Briançon | 1-3 (0-0, 0-2, 1-1) | Dragons de Rouen | Patinoire René Froger 1 943 spectateurs |

| Feuille de match | Feuille de match             | Feuille de match | Feuille de match                                                                                  | Feuille de match |
| ---------------- | ---------------------------- | ---------------- | ------------------------------------------------------------------------------------------------- | ---------------- |
|                  | 54 min 39 s, Raux (Pérez) SN |                  | 31 min 44 s, Doucet 38 min 33 s, Desrosiers (Mallette, Ohberg) 54 min 16 s Doucet (Desrosiers) IN |                  |
| Ramón Sopko      | Gardiens                     | Trevor Koenig    |                                                                                                   |                  |
| 10 min           | Pénalités                    | 41 min           |                                                                                                   |                  |
|                  |                              |                  |                                                                                                   |                  |